# 浅野修慈
浅野 修慈（あさの しゅうじ、1964年 - ）は、日本の予備校講師。河合塾KALS英語科講師、一橋学院英語科講師。生徒からは「アサシュー」の愛称で呼ばれている。

## 経歴
宮城県大崎市古川出身。宮城県古川高等学校卒業後、立教大学文学部英米文学科に進学し立教大学大学院文学研究科修了、専門は近代英米文学の作品論。
学生時代より塾講師として働き、大学卒業後は予備校英語講師となる。
30年以上の経験を持つ受験英語のエキスパート講師として大学受験英語はもちろん、高度な英語力と専門知識、論理的思考力の指導力が求められる医系・大学院受験予備校である河合塾KALSの英語科講師を務め、その講義は知的で緻密、かつユーモアに富み受講生からの評価も高い。
著書には専門書に定評がある東京図書から『詳解 大学院への英文法』を出版しており、大学院受験を目指す学生や研究者志望者向けに高度な英文法の解説を行っていて高い評価を得ている。
大学受験予備校
一橋学院・メディカルフォレスト・一会塾・メデュカパスなどの予備校で英語講師を歴任。過去には駿優予備学校・両国予備校・早稲田塾・ENAなどでも教鞭を取ってきた。
大学院入学試験予備校
河合塾KALSの新宿本校とオンライン講座で「英文法」と「英語長文読解」の標準編と上級編を担当。

## 教育スタイル
- 「オーソドックスで、かつプロセスに重点を置いた英文読解」を重視し、なぜ正解か、どう読み解いたを丁寧に説明するスタンス。また例え話や比喩を多用し、英語に楽しさを感じられるライブ感のある「正統的で古典的なスタイルの授業」を提供し、文法・解法だけではなく、継続的に学び続ける習慣を育てる指導方針に定評がある。

## 特別講義・その他実績
- 明治大学リバティタワーでの大規模受験対策模講義を実施。
- 予備校講習会で5年連続で300人超の受講生を集めて講義を実施。
- 高校に進学クラスを新設し東大合格者輩出。

## 著書
- 『詳解 大学院への英文法』（東京図書、2023）[4]
- 『クラウン受験英語辞典』（三省堂、2000）
- 『大学入試 進研合格英単語 ワードデータ1500』（ベネッセコーポレーション、1994）
- 『Clipper : English course 2』（大修館書店、1999）
- 『早稲田大学用模擬試験集』（ライオン社）